# Kedrovyj

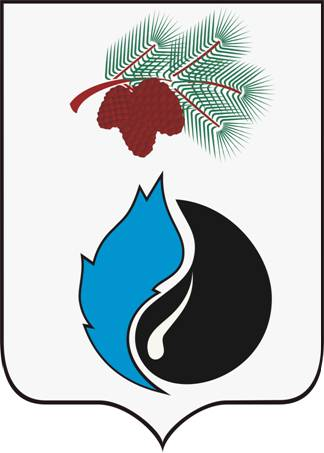
Kedrovyjs vapen.

Kedrovyj (ryska Кедровый) är en stad i Tomsk oblast i Ryssland. Den hade 2 129 invånare i början av 2015, med totalt 3 411 invånare inklusive viss del landsbygd som administreras av staden.